# Sources de la Pohorilets
Pour les articles homonymes, voir Pohorilets.
Les sources de la Pohorilets est un site classé d'Ukraine situé dans l'oblast d'Ivano-Frankivsk.

## Géographie
Elles se trouvent à la source la rivière Pohorilets qui est un affluent de la Prout qui est constitué d'un ensemble d'étangs, parties humides et ruisseaux. C'est un site RAmsar et WDPA.